# Bilche

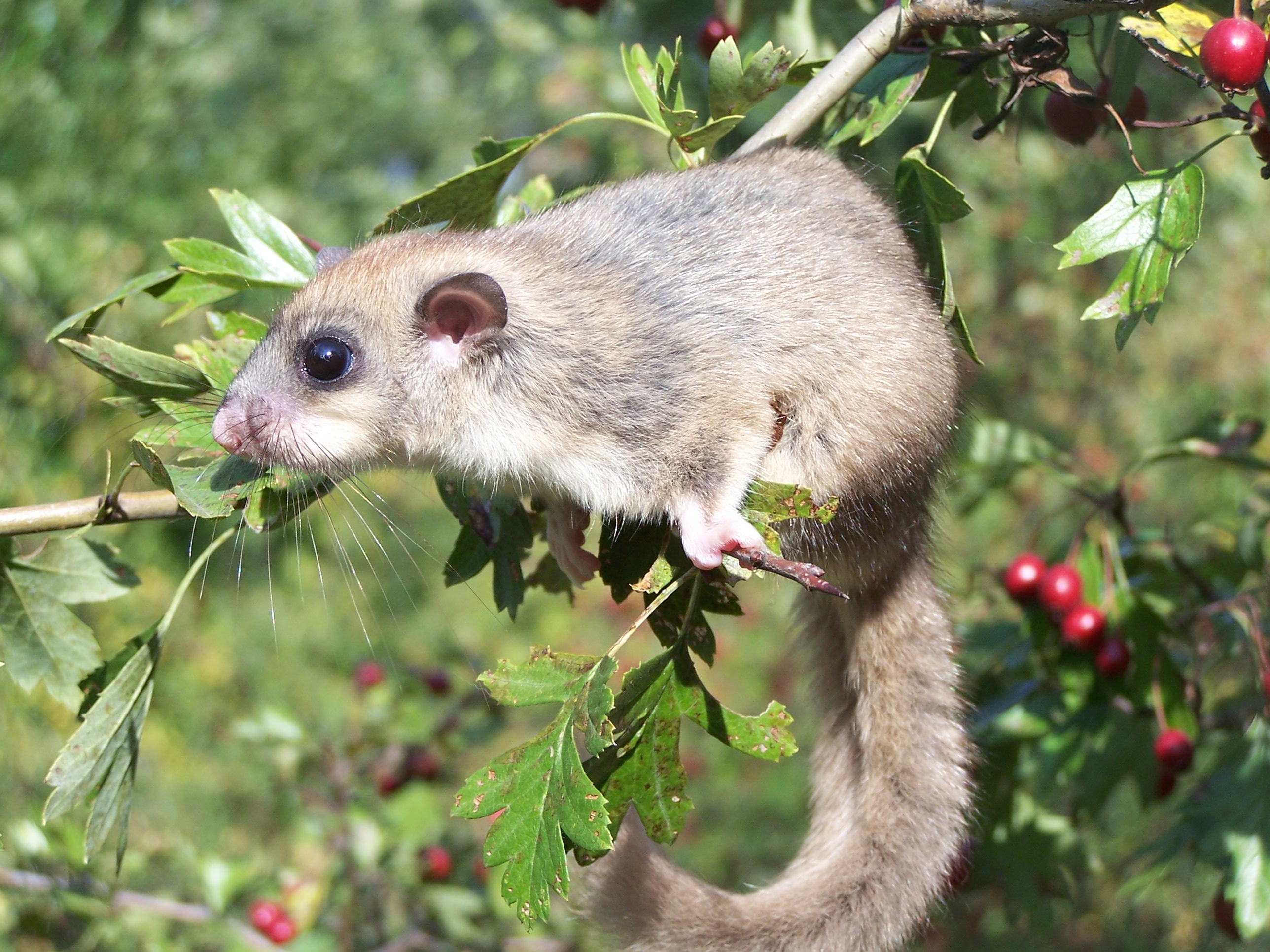
Siebenschläfer

Die Bilche (Gliridae; veraltet auch Myoxidae), auch Bilchmäuse, Schläfer oder Schlafmäuse genannt, sind eine Familie der Ordnung der Nagetiere (Rodentia) mit etwa 30 Arten. Sie kommen in Europa, Asien und Afrika vor. In Mitteleuropa sind sie durch den Siebenschläfer, den Gartenschläfer, die Haselmaus und den sehr seltenen Baumschläfer vertreten.

## Merkmale und Verhalten
Bilche weisen je nach Art verschieden ausgeprägte Ähnlichkeiten einerseits zu Mäusen, andererseits zu Hörnchen auf. Wie bei Mäusen sind die Augen sehr groß, die Ohren klein und rund. Die Kopf-Rumpf-Länge beträgt 6 bis 19 cm, die Schwanzlänge 4 bis 16 cm. Ein Kennzeichen ist der auffallend lange und buschige Schwanz; eine Ausnahme bildet hier die Gattung der Mausschläfer mit spärlich behaarten Schwänzen.
Bilche leben vorzugsweise in Bäumen und Büschen. Je nach Lebensraum halten sie Winter- oder Trockenzeitschlaf. Nachts begeben sie sich auf Nahrungssuche. In vielen Verhaltensweisen ähneln sie den Hörnchen. Wie diese fressen sie Nüsse, Früchte und Insekten sowie als Beikost Vogeleier und Jungvögel.

## Systematik
Aufgrund ihres mäuseähnlichen Äußeren wurden die Bilche lange Zeit zu den Mäuseverwandten (Myomorpha) gerechnet. Aufgrund molekulargenetischer Untersuchungen scheint jedoch eine Verwandtschaft mit den Hörnchen wahrscheinlicher, jüngere Werke führen sie deshalb in der Unterordnung der Hörnchenverwandten (Sciuromorpha). Lediglich die früher benannte Unterfamilie der Stachelbilche ist korrekterweise tatsächlich bei den Mäuseartigen, und damit nicht bei den Bilchen einzuordnen. 
Wilson & Reeder 2005 und später auch das Handbook of the Mammals of the World unterscheiden nach der Ausgliederung der Stachelbilche drei Unterfamilien der Bilche. In molekularbiologischen Studien wurden die drei Unterfamilien als monophyletische Gruppen bestätigt, dabei stellen die Graphiurinae das ursprünglichste Taxon dar und werden dem gemeinsamen Taxon aus Glirinae und Leithiinae als Schwestergruppe gegenübergestellt.
Über die Anzahl der Arten innerhalb der Bilche gibt es unterschiedliche Auffassungen, vor allem innerhalb der Afrikanischen Bilche kann die Artenzahl variieren. Nach dem Handbook of the Mammals of the World von 2016 werden die folgenden Taxa mit insgesamt 29 Arten unterschieden:
- Unterfamilie Graphiurinae
  - Afrikanische Bilche (Graphiurus), 15 Arten
- Unterfamilie Glirinae
  - Japanische Bilche (Glirulus), eine Art
  - Siebenschläfer (Glis), eine Art
- Unterfamilie Leithiinae
  - Baumschläfer (Dryomys), drei Arten
  - Chinesische Bilche (Chaetocauda), eine Art
  - Gartenschläfer (Eliomys), drei Arten
  - Haselmäuse (Muscardinus), eine Art
  - Mausschläfer (Myomimus), drei Arten
  - Salzkrautbilche (Selevinia), eine Art

## Nomenklatur
Um den wissenschaftlichen Namen der Familie gab es einige Verwirrung, da besonders in der angelsächsischen Literatur das Synonym Myoxidae gebräuchlich ist. Dies beruht auf der Benennung des Siebenschläfers, dessen Gattung Glis vielfach auch mit Myoxus bezeichnet wurde. Wilson & Reeder argumentierten, der Gattungsname Glis sei in einem Werk mit nichtbinominaler Nomenklatur erschienen und damit ungültig. Viele maßgebliche Werke hatten sich seinerzeit dieser Auffassung angeschlossen. 1998 setzte die International Commission on Zoological Nomenclature (ICZN) diesem Streit mit einem Schiedsspruch ein Ende. Im Fall 1894 erklärte sie Glis für den gültigen Namen. Folglich ist auch Gliridae die korrekte Familienbezeichnung. Der Gebrauch von Myoxus und Myoxidae ist damit endgültig verworfen.

## Belege
1. ↑  Hartmut Poschwitz: Siebenschläfer, Gartenschläfer und Haselmaus, seltene Bewohner der Wälder, Streuobstwiesen und Hecken. natur-in-nrw.de, 2008, abgerufen am 17. September 2017.
2. 1 2  Mary Ellen Holden-Musser, R. Juškaitis, G.M. Musser: Genus Myomimus. In: Don E. Wilson, T.E. Lacher, Jr., Russell A. Mittermeier (Hrsg.): Handbook of the Mammals of the World: Lagomorphs and Rodents 1. (HMW, Band 6) Lynx Edicions, Barcelona 2016, S. 867 ff., ISBN 978-84-941892-3-4.
3. ↑  Claudine Montgelard, Conrad A. Matthee, Terence J. Robinson: Molecular systematics of dormice (Rodentia: Gliridae) and the radiation of Graphiurus in Africa. Proceedings of the Royal Society B: Biological Sciences 270, 2003; S. 1947–1955. doi:10.1098/rspb.2003.2458.